# Love Lives Forever
Love Lives Forever è un album in studio della cantante statunitense Minnie Riperton, pubblicato postumo nel 1980.

## Tracce
Side 1
1. Here We Go
2. I'm in Love Again
3. Strange Affair
4. Island in the Sun

Side 2
1. Give Me Time
2. You Take My Breath Away
3. The Song of Life (La-La-La)